# Right Here (Shane Filan)
Right Here è il secondo album in studio del cantautore irlandese Shane Filan, pubblicato nel 2015.

## Tracce
1. Me and the Moon – 3:35
2. I Could Be (duetto con Nadine Coyle) – 2:57
3. Right Here – 3:39
4. Beautiful to Me – 3:34
5. Your Love Carries Me – 3:10
6. Better Off a Fool – 3:24
7. Worst Kind of Love – 3:04
8. I Can't Get Over You – 3:26
9. Effortlessly You – 3:37
10. All My Love – 3:26